# 剿害狩猎

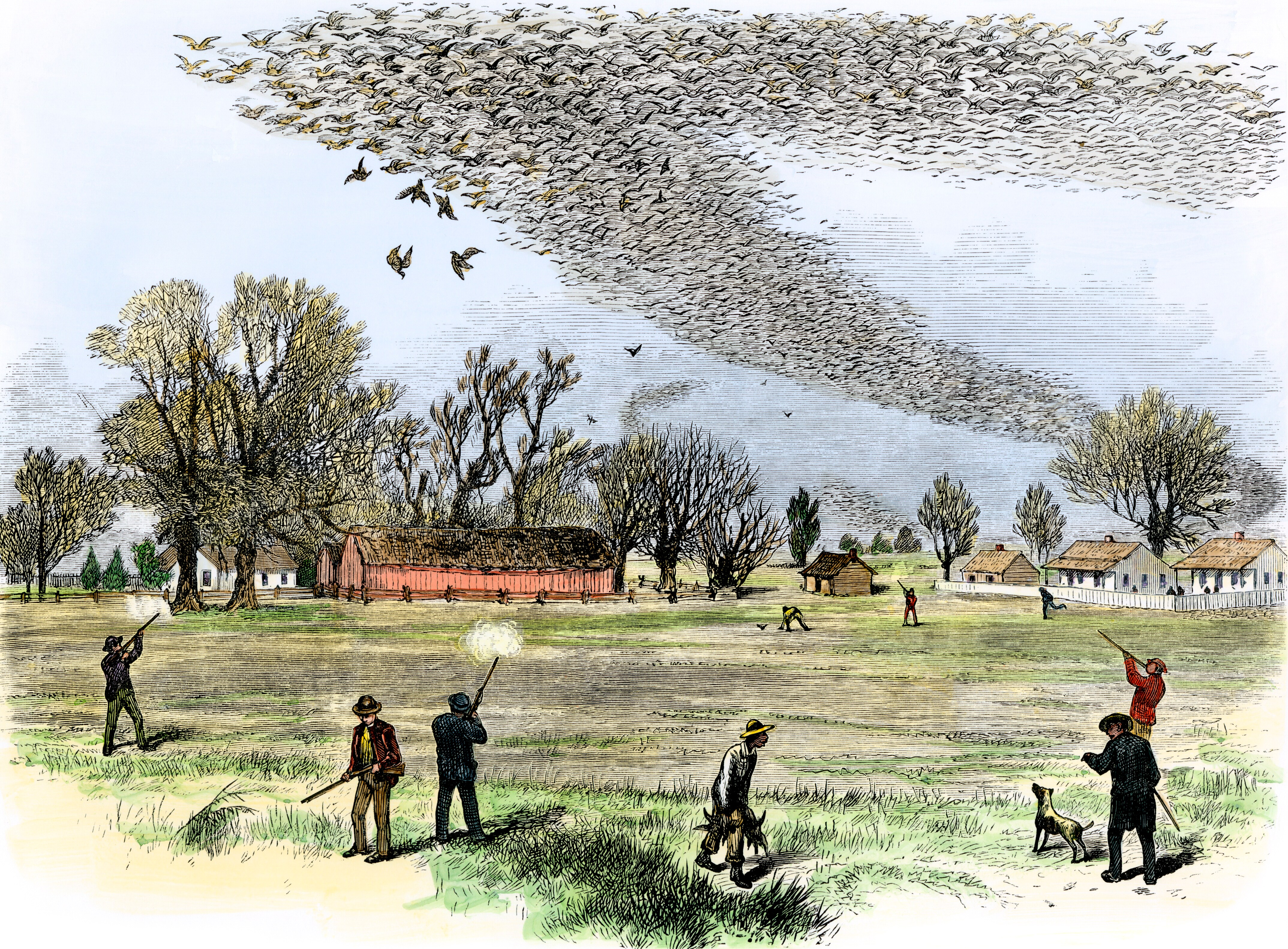
一个当代的木版画，描述了剿害猎手射杀旅鸽——旅鸽被认为会破坏庄稼，因此被猎杀至灭绝

剿害狩猎（英語：varmint hunting）简称剿猎（varminting），是以剿杀清除与人类利益发生冲突的有害动物（一般是陆生脊椎动物）为主要目的因而进行的狩猎活动，而并非是为了获取猎物身体部位用做肉食和动物产品（毛皮、角、牙等）或个人娱乐所用的战利品（首级或剥制标本）。
剿猎针对的目标动物通常是中小型野生哺乳动物和鸟类，但也可能针对爬行动物甚至两栖动物，主要原因是这些动物被认为会对农作物、牲畜或人的生命财产和设施造成损害、会做为宿主或载体提供跨物种感染共通病的传播途径、或者是入侵物种会破坏生物多样性因此为了保护其它濒危/易危物种和生态平衡，因而必须用将其物理移除的方式控制数量。
剿害狩猎从出发点上是一种与农牧业和兽医关系密切的非营利性的公益服务活动，但有些剿猎是由为挣得收入或领取赏金而受雇的职业承包商猎人完成的，还有一些则是休闲狩猎或射击运动爱好者为了有合法的机会和场所去满足追求刺激的兴趣而参与的。

## 目标动物
美式英语俗语中的“varmint”是现代标准英语中“害虫”（vermin）一词的变种，通常指被人类定义为有害或产生滋扰的哺乳动物和鸟类，但也可能包括一些爬行动物和两栖动物。主要种类分为：
- 可以威胁人类和被驯化动物（家畜、家禽和宠物）安全的野生捕食者，比如灰狼、郊狼、狐狸、短尾猫、美洲狮、澳洲野犬、熊类、浣熊、狼獾、蛇、鳄类等等。
- 可以啃食或挖洞损坏农田和牧地的啮齿目和兔形目动物，比如兔类、土拨鼠、河狸、囊鼠、美洲旱獭、麝鼠、海狸鼠、豪猪等等。
- 可以破坏建筑和设施、造成粪便污染、或传播疾病的城市野生动物和“滋扰动物”，比如大家鼠、小家鼠、野鸽、松鼠等等。
- 被认为会损害作物的鸟类，比如鸦类、麻雀等等，包括已经被过度捕杀导致灭绝的旅鸽和卡罗莱纳长尾鹦鹉。
- 威胁当地原生物种生存条件并破坏植被的入侵物种（包括野化的家畜在内），比如野猫、椋鸟、野猪、甘蔗蟾蜍、野鹿、野山羊、野驴、野马、澳洲野生骆驼等等。

## 器材

### 吹箭

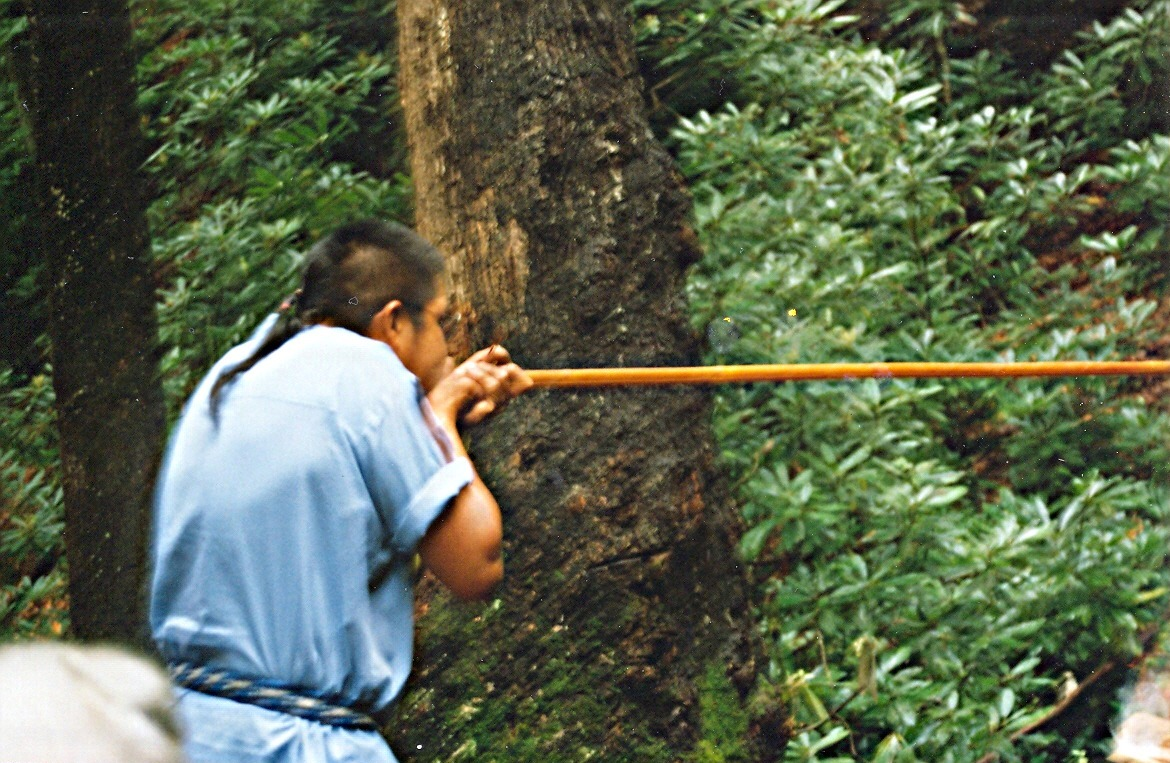
北卡罗来纳州的切罗基吹箭

北美洲的切罗基人曾有让青春期前的男孩用吹箭剿猎偷食仓储中粮食、种子和蔬菜的老鼠、家鼠、花栗鼠和松鼠的传统。这种习俗除了是为了让男孩们有正事干不去耍闹以外，还起到了控制害兽的作用。同时，男孩们剿猎获得的肉和毛皮也可以被家庭和部落所用。

### 气枪

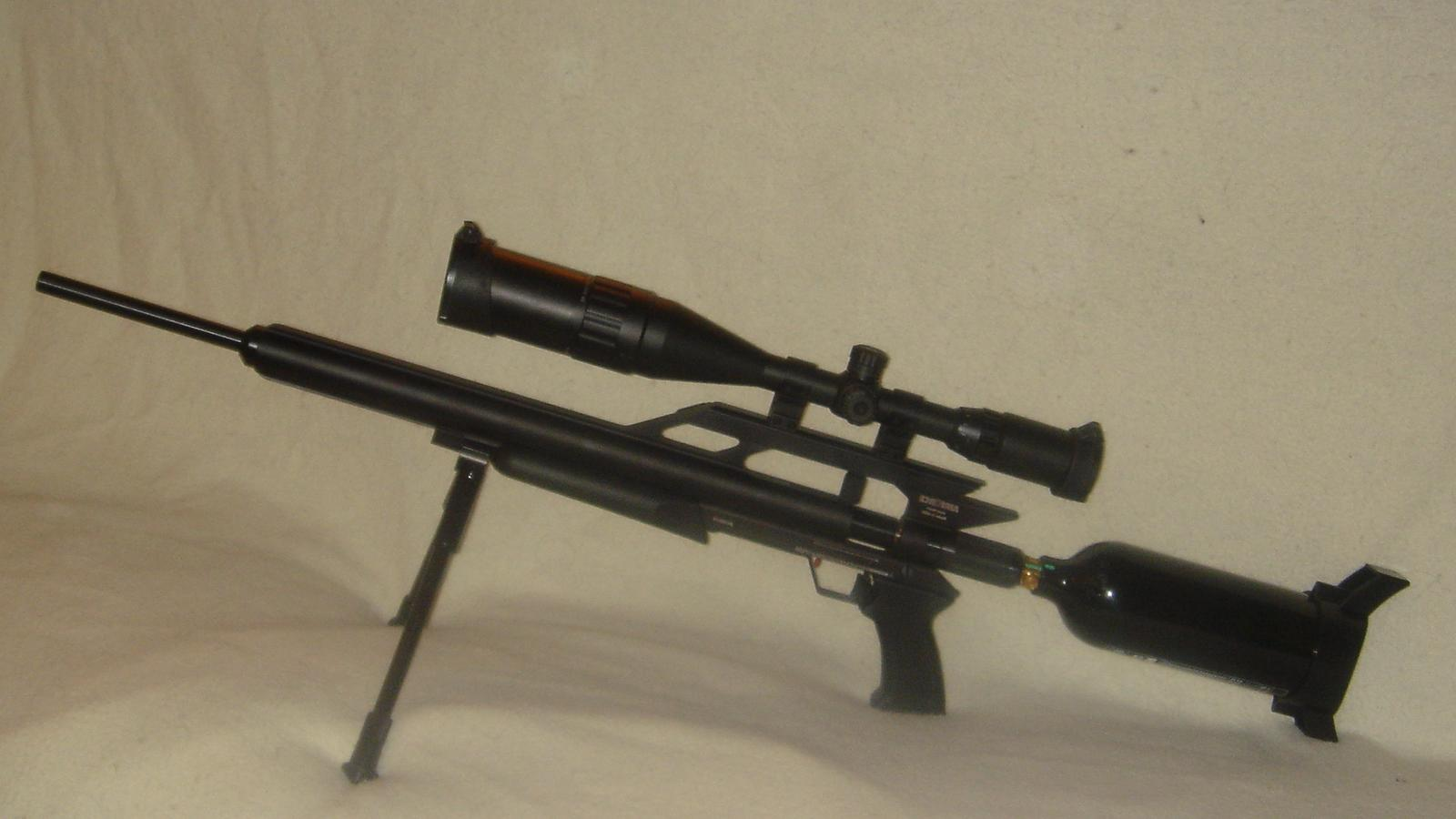
AirForce Condor二氧化碳气步枪

气步枪常常被使用来清缴藏在高处（比如树上或建筑物顶部）或隐蔽角落中的目标。在建筑物内或周边牲畜较为密集的环境中如果使用射击类工具，吹镖、弹弓和弓箭等冷兵器的威力（停止作用）和外弹道精准度往往不够，而火器类枪械的过度穿透、跳弹和流弹的风险都太高，并存在噪音污染和枪械安全焦虑容易引发社会舆论和媒体道德恐慌的问题。气枪的中距离杀伤力和精度远高于其它冷射击武器，但枪口动能、噪音和终端破坏力却远低于火器，因此更适合在城市、郊区和农舍等容易“投鼠忌器”的环境中使用。
早期的气枪剿猎使用的是弹簧活塞式（spring-piston）气枪，通常使用.22口径的蜂腰粒弹，优点是随时随地都可以射击；缺点是通常只能单发，而且精度不高。此外，用手泵加压或用瓶装二氧化碳驱动的气动式气枪也可以用来发射BB弹射杀小型动物（比如老鼠、松鼠和麻雀）。在精度更好、枪口动能更高的预压式（pre-charged pneumatic，简称PCP）气枪开始繁荣市场，特别是调压阀技术和形似米尼弹的块弹开始普及后，市面上的大部分狩猎气枪都变成了PCP气枪。而且因为气枪有效射程的提升，瞄准镜也成了常常配合使用的附件。

### 火器

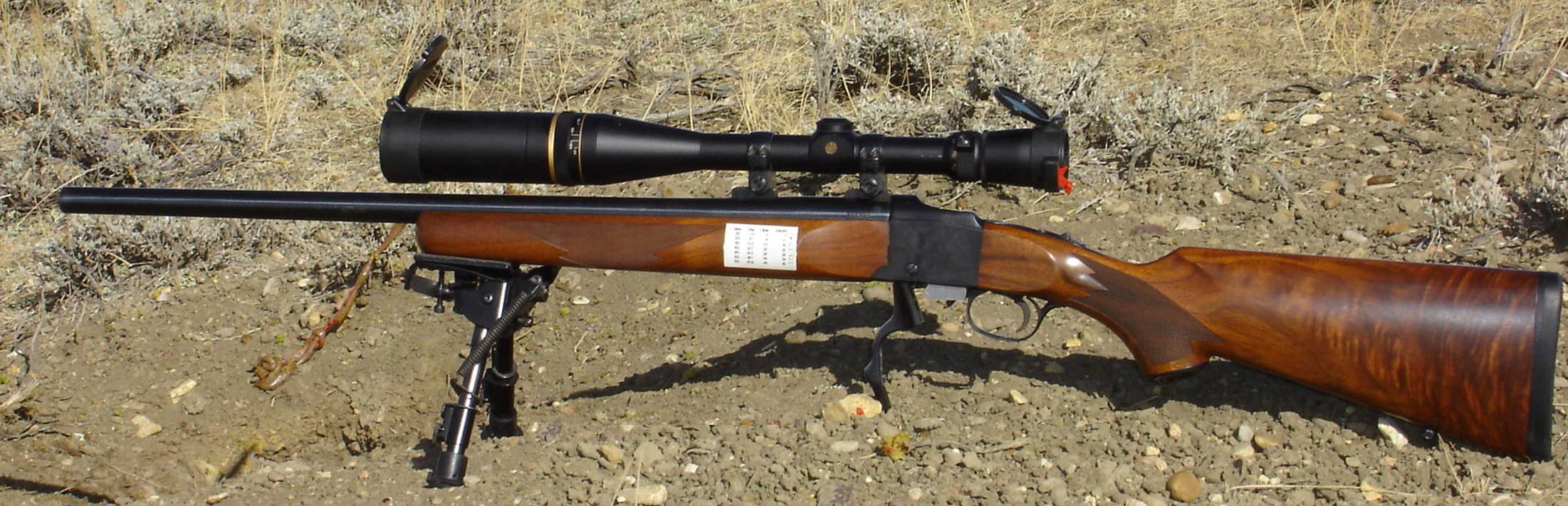
.223 Rem口径的剿猎版Ruger No.1单发步枪，配有重型枪管、两脚架、瞄准镜和贴在枪托上的外弹道参考表

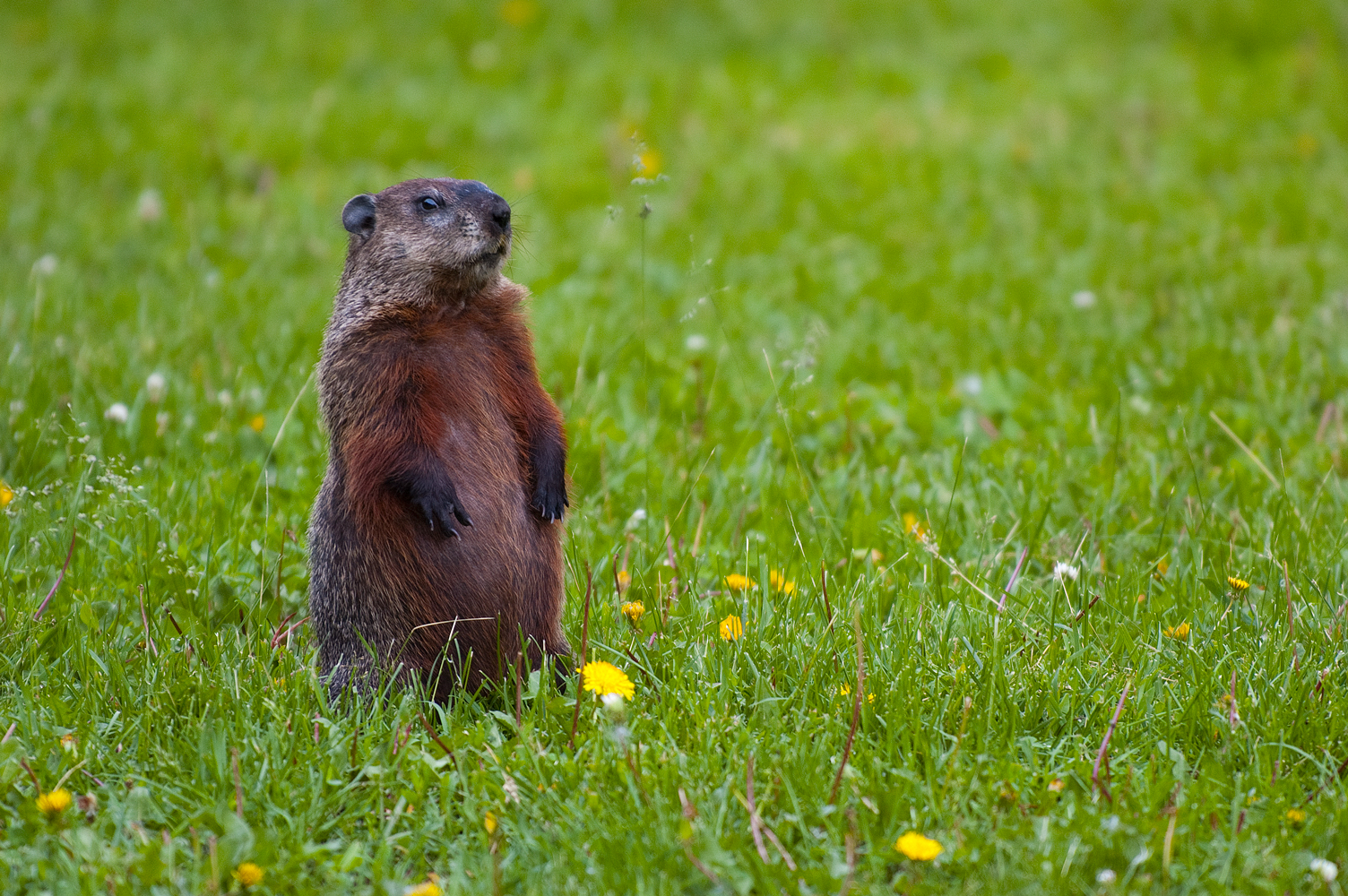
大部分啮齿动物警惕性很高，会在猎手靠近100 m以内之前就藏入地下

因为剿猎的目标动物通常是食物链中层以下的中小型杂食动物，大多有很高的警惕性并且喜欢藏匿（比如美洲旱獭和草原犬鼠），猎手往往没有机会靠近目标后再进行捕杀，所以经常需要在远距离射杀。而且因为剿猎的主要目的只是为了终止动物的活动存在，并非一定要拾回目标躯体，可以“管杀不管埋”，所以常常会像狙击手一般在目标的观测范围外的某个固定位置向数个不同地点的目标依次进行较为频繁的精准射击，并且用光学望远镜录像的方式（通常使用串联在观瞄镜目镜上的数码相机，即所谓的“数码望远”）用视频记录证明猎杀效果。
剿猎经常使用高精度的栓动步枪——即“剿猎步枪”（varmint rifle），通常具备以下规格特征：
- 初速、弹道系数都较高的子弹，以便外弹道更为平直；
- 弹头口径小、质量轻并且容易发生膨胀，以便防止过度穿透；
- 极高的射击准度，可以在远距离外保证命中小型目标；
- 较为粗重的枪管，以便重复射击导致枪管发热时仍能保持内弹道一致，精度也更高；
- 通常配有便于瞄准小目标的光学瞄具，特别是放大和视差调节功能较强的瞄准镜
- 前端通常装有两脚架或三脚架的连接介面，并在后端配合豆袋或单脚架使用，以便卧姿、坐姿或依靠在桌台、车辆等平台上使用射击时进行细微的瞄准调整。

现今一些狙击步枪和远程射击比赛中使用的精确步枪也常常会使用“剿猎枪”（varminter）风格的枪械设计。

### 陷阱

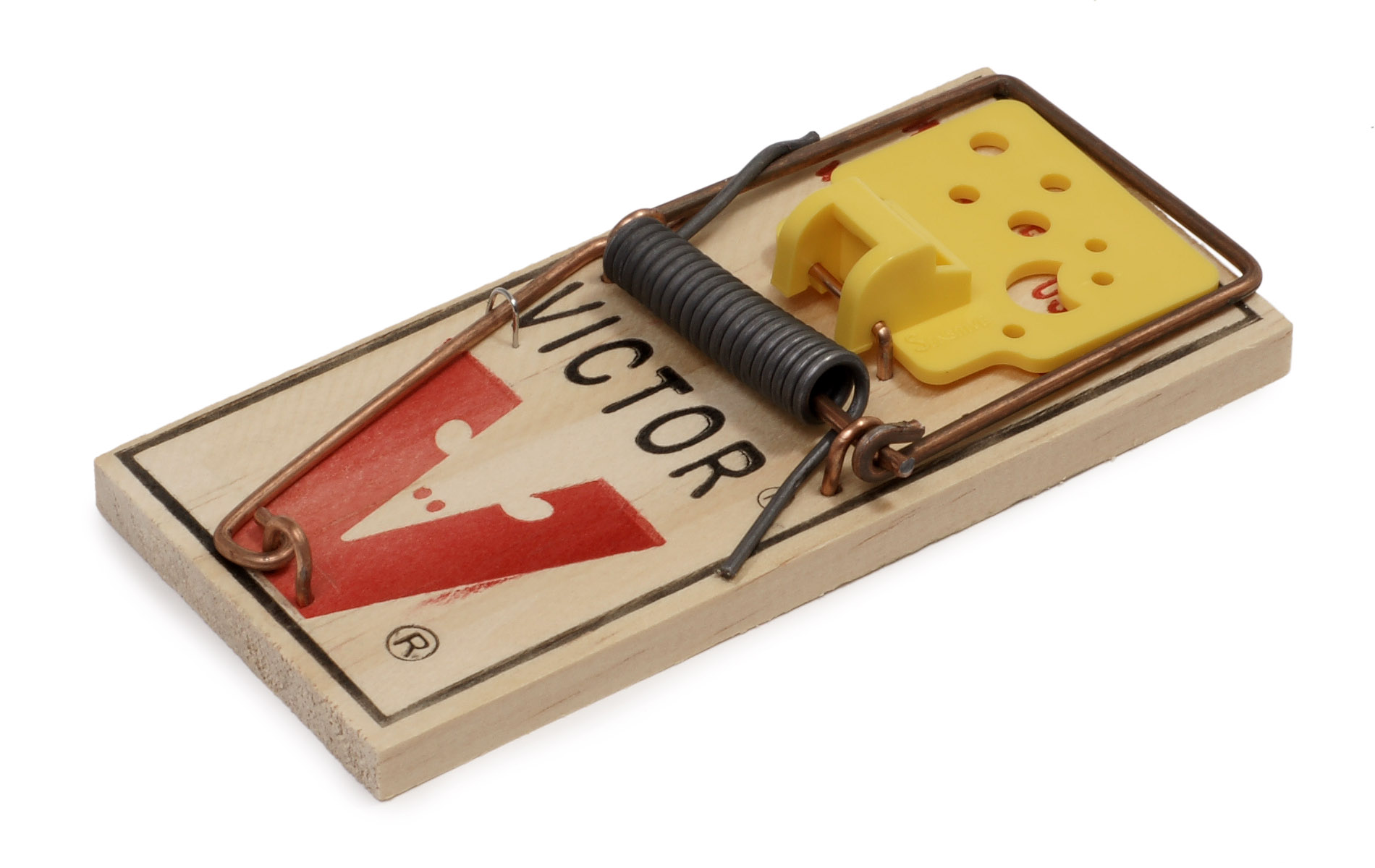
老鼠夹是最常见的一种剿害陷阱

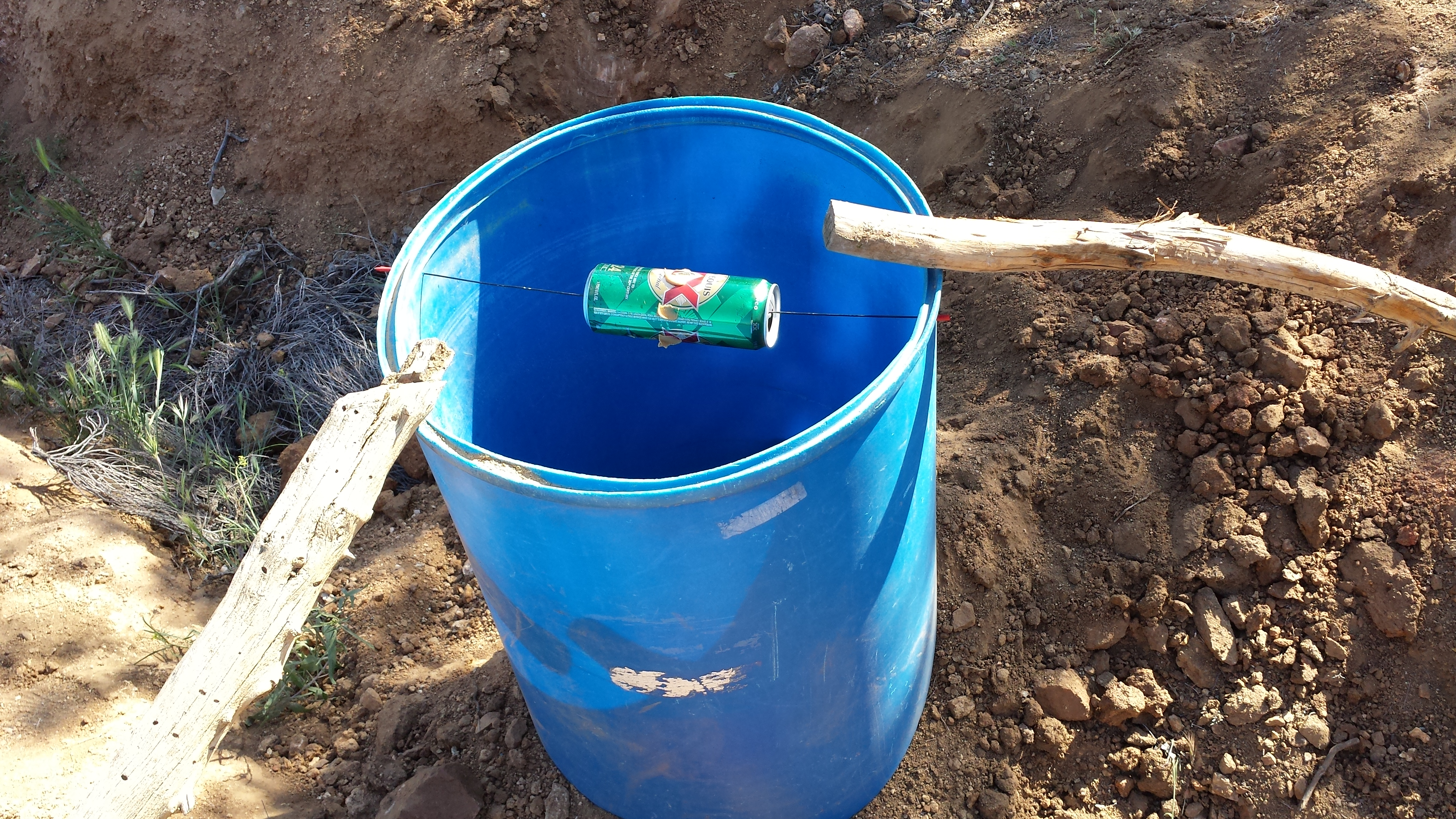
桶式捕鼠器

因为许多有害动物行迹隐蔽，不容易准确预测其出没时间，所以陷阱经常被用来作为一种消极剿害的辅助工具。使用陷阱的支持者声称，设计合理的陷阱可以不定期减少目标物种的数量，而且不需要总是杀死猎物，也可用于研究和协助野生动物搬迁。美国一些联邦机构将陷阱做为捕捉濒危捕食者的首选。不少野生生物学家认为使用陷阱是一种安全、高效、实用的管理滋扰物种的手段，既可控制这些动物造成的损害，也能减少疾病的传染，同时不会破坏环境。他们也支持通过监管和教育，及评估陷阱性能的研究和改进狩猎技术，提高动物福利。
尽管有法规存在，有时捕手疏忽会留下长期无人值守的陷阱。由于这些陷阱没人看管，难免有些其它动物意外撞上陷阱遭到误捕和误伤。实际上，有不少方法可以避免误捕，如果是活捉的动物也有机会在无损的情况下被释放。通常较良好的诱饵选择也可以只捕捉到合适的猎物。但即使用了不同型式的策略并仔细选择诱饵，也不能完全保证无关动物不会陷入陷阱之中。惟一可能例外的陷阱为圈套，可以设置一些装置来防止其捕捉到比设计体型更大的动物，美国不少州份会强制添加此类装置设计。有时还可以采取一些预防措施来阻止小动物遭到误猎，比如使用较大的圈套丝可以避免捉到小的动物。一份英国报告指出当使用较细的滑丝时，棕色野兔的捕获许上升至跟狐狸几乎一样，而安全获释的野兔有一半左右。

## 对害兽数量的效果
剿害狩猎的出发点是减少庄稼损失和牲畜伤亡，但这也和农业收获一样对所针对的猎物施以人工选择的演化压力。这种选择压力使得目标物种的性成熟和繁殖年龄都变得更年轻（r选择）。剿猎同时也一定程度上会使得猎物种群的行为发生符合猎手期望的变化，比如回避人类聚集区、作物和牲畜，但也可能会使其因为变得更加机警隐蔽而增加寻觅和猎杀的难度。